# Crédito fotográfico
Crédito fotográfico é o registro feito por parte do editor de uma publicação, reconhecendo a autoria da fotografia publicada.

## Considerações
O direito autoral ou crédito fotográfico é um crédito obrigatório que deve constar em todas as publicações. O fotógrafo tem o direito a ser remunerado por fotos publicadas nos meios de comunicação.
A luta pelos direitos autorais surgiu na França após a Segunda Guerra Mundial e em Paris foi popularizada esta decisão. 
Nesta mesma época foi criada a primeira agência fotográfica, a Agência Cooperativa Magnum, formada pelos fotógrafos, Henri Cartier-Bresson, Robert Capa, David Seymour e George Rodger, com o propósito de discutir trabalhos, aprofundar reportagens e lutar pelos direitos da imagem fotográfica.
Para serem veículadas na internet ou qualquer outro meio, o autor deve reconhecê-las sob licença. A licença Public-Domain (Domínio publico) só entra em vigor após 70 anos da morte do autor.
Os direitos reservados a paródia não comprometem os inseridos a imagem original, é livre a manifestação do pensamento , porém assegura-se o direito de resposta por dano material, moral ou a imagem.